# Frauen-Rugby-Union-Weltmeisterschaft 2014
Die Frauen-Rugby-Union-Weltmeisterschaft 2014 (französisch Coupe du monde de rugby féminin 2014) fand vom 1. bis 17. August 2014 in Frankreich statt. Es war die siebente Weltmeisterschaft im vierjährlichen Turnierzyklus und die fünfte, die vom Weltverband International Rugby Board (IRB; heute World Rugby) organisiert wurde. Austragungsort sämtlicher Vorrundenspiele war das Centre national du rugby in Marcoussis, während die Spiele der K.-o.-Runde in Paris im Stade Jean-Bouin ausgetragen wurden.
An der Frauen-Rugby-Union-Weltmeisterschaft 2014 nahmen zwölf Rugby-Union-Nationalmannschaften teil: Australien, England, Frankreich, Irland, Kanada, Kasachstan, Neuseeland, Samoa, Spanien, Südafrika, die Vereinigten Staaten und Wales. Während der Rugby-Union-Weltmeisterschaft 2014 wurden 30 Spiele absolviert.
Weltmeisterinnen wurde die englische Mannschaft (Red Roses), die im Finale im Pariser Stade Jean-Bouin die kanadische Mannschaft (Canucks) mit 21:9 schlugen und damit ihren zweiten Weltmeistertitel gewannen. Frankreich wurde Dritter und Irland Vierter. Der Titelverteidiger Neuseeland erreichte den fünften Platz.

## Vergabe
Ab 27. August 2009 lud der Weltverband International Rugby Board (IRB; heute World Rugby) interessierte Verbände ein, sich um die Ausrichtung der Frauen-Rugby-Union-Weltmeisterschaft 2014 zu bewerben. Bis zum 30. Oktober 2009 konnten die Verbände ihr Interesse bekunden und der Ausrichter wurde am 12. Mai bekannt gegeben. Die Bekanntgabe des Ausrichters wurde als wichtige Entwicklung in der Geschichte des Frauenrugby bewertet, da der Weltverband vorher noch keine Weltmeisterschaft so medienwirksam angekündigt hatte, auch nicht solange vor dem eigentlichen Turnier. Der Ausrichter hatte außerdem vier Jahre zur Vorbereitung, doppelt so lange wie bei vorhergehenden Turnieren. Die Ankündigung war auch deshalb bedeutsam, weil der Weltverband erstmals die „inoffiziellen“ Turniere 1991 und 1994 in seiner offiziellen Turnierliste aufführte.
Am 21. Dezember 2009 veröffentlichte der IRB die offiziellen Kandidaten zur Ausrichtung des Turnieres:
- Kasachstan
- Neuseeland
- Samoa
- Vereinigte Staaten

Nachdem die Vergabe jedoch bis September 2010 verschoben wurde, kündigte der IRB an, das Bewerbungsverfahren neu zu starten. Am 30. Juni 2011 vergab der IRB das Turnier an Frankreich.

## Qualifikation
Die drei besten Teams der vorhergehenden Weltmeisterschaft 2010 qualifizierten sich automatisch für das Turnier 2014. Diese waren Australien, England und Neuseeland. Kanada und die Vereinigten Staaten qualifizierten sich als einzige Interessenten ihrer Region. Irland, Kasachstan, Samoa, Spanien, Südafrika und Wales qualifizierten sich in regionalen Turnieren.

Teilnehmende Länder der Frauen-Rugby-Union-Weltmeisterschaft 2014:
Gastgeber
Qualifiziert als Top Drei 2010
Qualifikation
In der Qualifikation gescheitert
Keine Teilnahme

| Land               | Qualifikationsgrundlage | WM-Teilnahme | Letztmalige WM-Teilnahme | Bestes Ergebnis                      | Gruppe |
| ------------------ | ----------------------- | ------------ | ------------------------ | ------------------------------------ | ------ |
| Frankreich         | Gastgeber               | Siebente     | 2010                     | Dritter (1991, 1994, 2002, 2006)     | C      |
| Australien         | Automatisch             | Fünfte       | 2010                     | Dritter (2010)                       | C      |
| England            | Automatisch             | Siebente     | 2010                     | Weltmeister (1994)                   | A      |
| Neuseeland         | Automatisch             | Sechste      | 2010                     | Weltmeister (1998, 2002, 2006, 2010) | B      |
| Irland             | Qualifikation           | Sechste      | 2010                     | Siebenter (1994, 2010)               | B      |
| Kanada             | Qualifikation           | Siebente     | 2010                     | Vierter (1998, 2002, 2006)           | A      |
| Kasachstan         | Qualifikation           | Sechste      | 2010                     | Neunter (1994, 1998)                 | B      |
| Samoa              | Qualifikation           | Dritte       | 2006                     | Neunter (2002)                       | A      |
| Spanien            | Qualifikation           | Fünfte       | 2006                     | Sechster (1991)                      | A      |
| Südafrika          | Qualifikation           | Dritte       | 2010                     | Zehnter (2010)                       | C      |
| Wales              | Qualifikation           | Sechste      | 2010                     | Vierter (1994)                       | C      |
| Vereinigte Staaten | Qualifikation           | Siebente     | 2010                     | Weltmeister (1991)                   | B      |

## Austragungsorte
Die Vorrunde wurde im Centre national du rugby in Marcoussis ausgetragen, während die Finalrunde im Pariser Stade Jean-Bouin stattfand.
| Centre national du rugby |

| Stade Jean-Bouin |

| Centre national du rugby |

| Stade Jean-Bouin |

## Format
Die Frauen-Rugby-Union-Weltmeisterschaft 2014 wurde über 17 Tage zwischen zwölf verschiedenen Mannschaften über 30 Spiele ausgetragen. Sie begann am 1. August 2014 im Centre national du Rugby in Marcoussis mit dem Eröffnungsspiel zwischen Kasachstan und Neuseeland. Das Turnier endete am 17. August im Pariser Stade Jean-Bouin mit dem Finale zwischen England und Kanada, wobei die Red Roses die Trophäe gewannen.

### Spielplan
Die nachfolgende Tabelle zeigt das tägliche Programm der Frauen-Rugby-Union-Weltmeisterschaft 2014. Dabei steht ein violettes Kästchen für Vorrundenspiele, ein zyanblaues Kästchen für Platzierungsspiele, ein grünes Kästchen für die Finalrunde, ein blaues Kästchen für das Spiel um Platz 3 und ein gelbes Kästchen für das Finale.
| Gruppenphase August       | Fr. 1.  | Sa. 2.  | So. 3.  | Mo. 4.  | Di. 5.  | Mi. 6.  | Do. 7.  | Fr. 8.  | Sa. 9.  |
| ------------------------- | ------- | ------- | ------- | ------- | ------- | ------- | ------- | ------- | ------- |
| Gruppe A                  | 2       |         |         |         | 2       |         |         |         | 2       |
| Gruppe B                  | 2       |         |         |         | 2       |         |         |         | 2       |
| Gruppe C                  | 2       |         |         |         | 2       |         |         |         | 2       |
| Platzierungsspiele August | So. 10. | Mo. 11. | Di. 12. | Mi. 13. | Do. 14. | Fr. 15. | Sa. 16. | So. 17. |         |
| Platzierungsspiele        |         |         |         | 4       |         |         |         | 4       |         |
| Finalrunde August         | So. 10. | Mo. 11. | Di. 12. | Mi. 13. | Do. 14. | Fr. 15. | Sa. 16. | So. 17. | So. 17. |
| Finalrunde                |         |         |         | 2       |         |         |         | 1       | 1       |

| Farblegende        | Farblegende |
| ------------------ | ----------- |
| Gruppenspiele      |             |
| Platzierungsspiele |             |
| Finalrunde         |             |
| Spiel um Platz 3   |             |
| Finale             |             |

### Gruppen
| Gruppe A                     | Gruppe B                                        | Gruppe C                              |
| ---------------------------- | ----------------------------------------------- | ------------------------------------- |
| England Kanada Samoa Spanien | Irland Kasachstan Neuseeland Vereinigte Staaten | Australien Frankreich Südafrika Wales |

### Vorrunde
Die siebente Frauen-Rugby-Union-Weltmeisterschaft wurde zwischen zwölf Nationalmannschaften ausgespielt. Die zwölf teilnehmenden Mannschaften wurden für die Vorrunde in drei Gruppen zu je vier Mannschaften eingeteilt; jede Mannschaft bestritt ein Spiel gegen jede andere Mannschaft in derselben Gruppe, demzufolge absolvierte jedes Team drei Spiele in der Vorrunde.
Die Punkteverteilung in der Vorrunde erfolgt nach folgendem System:
- 4 Punkte bei einem Sieg
- 2 Punkte bei einem Unentschieden
- 0 Punkte bei einer Niederlage (vor möglichen Bonuspunkten)
- 1 Bonuspunkt für vier oder mehr Versuche, unabhängig vom Endstand
- 1 Bonuspunkt bei einer Niederlage mit sieben oder weniger Spielpunkten Unterschied

Am Ende der Vorrunde wurden die Mannschaften, basierend auf den gesammelten Spielpunkten, vom ersten bis zum vierten Platz eingestuft, wobei die vier besten Mannschaften der Vorrunde die Finalrunde erreichten, während die darauf folgenden vier Mannschaften die Platzierungsspiele um Platz 5 bis 8 bestritten und die vier schlechtplatzierten Mannschaften an den Platzierungsspielen um Platz 9 bis 12 teilnahmen.

### Platzierungsspiele und Finalrunde
In den Phasen der Platzierungsspiele und Finalrunde nahm das Turnier ein K.-o.-System an, die jeweils vier Spiele umfassten: zwei Halbfinals, zwei Platzierungsspiele und das Finale, wobei die Finalrunde aus zwei Halbfinals, dem Spiel um Platz 3 und dem Finale bestand.
Die vier besten Mannschaften der Vorrunde erreichten die Finalrunde. Dabei traf die beste Mannschaft der Vorrunde auf die viertbeste Mannschaft und der Zweite der Vorrunde auf den Dritten. Die nachfolgend fünft- bis achtplatzierten Mannschaften bestritten die Platzierungsspiele um die Plätze 5 bis 8, wobei im Halbfinale die fünftbeste Mannschaft auf die achtbeste traf und der Sechste auf den Siebenten. Die Teams auf den Vorrundenplätzen 9 bis 12 nahmen an den Platzierungsspielen um Platz 9 bis 12 teil, wobei der neunplatzierte auf den Zwölften traf und der zehnte auf den elften.

### Einfluss auf die WM-Qualifikation 2017
Die sieben besten Mannschaften des Turnieres qualifizierten sich direkt für die darauf folgende Weltmeisterschaft 2017 in Irland. Diese waren Australien, England, Frankreich, Irland, Kanada, Neuseeland und die Vereinigten Staaten.

## Beteiligte

### Offizielle
Insgesamt wurden vom Weltverband acht Schiedsrichterinnen und sechs Assistentinnen bestimmt.
| Land                       | Name            |
| -------------------------- | --------------- |
| New Zealand Rugby          | Jess Beard      |
| USA Rugby                  | Leah Berard     |
| Rugby Football Union       | Claire Hodnett  |
| New Zealand Rugby          | Nicky Inwood    |
| South African Rugby Union  | Marlize Jordaan |
| Irish Rugby Football Union | Helen O’Reilly  |
| Rugby Australia            | Amy Perrett     |
| Rugby Canada               | Sherry Trumbull |

| Land                          | Name               |
| ----------------------------- | ------------------ |
| Federazione Italiana Rugby    | Beatrice Benvenuti |
| Rugby Football Union          | Sara Cox           |
| Rugby Football Union          | Clare Daniels      |
| Fédération française de rugby | Marie Lematte      |
| Federación Española de Rugby  | Alhambra Nievas    |
| Scottish Rugby Union          | Alex Pratt         |

## Vorrunde

### Gruppe A
|    | Land    | Spiele | Siege | Unent. | Ndlg. | Spiel- punkte | Diff. | Bonus- punkte | Punkte |
| -- | ------- | ------ | ----- | ------ | ----- | ------------- | ----- | ------------- | ------ |
| 1. | England | 3      | 2     | 1      | 0     | 123:021       | + 102 | 2             | 12     |
| 2. | Kanada  | 3      | 2     | 1      | 0     | 086:025       | + 61  | 2             | 12     |
| 3. | Spanien | 3      | 1     | 0      | 2     | 051:081       | − 30  | 1             | 5      |
| 4. | Samoa   | 3      | 0     | 0      | 3     | 015:148       | − 133 | 0             | 0      |

| 1. August 2014 15:00 MESZ | Kanada | 31 : 7         | Spanien                             | Centre national du Rugby, Marcoussis Schiedsrichter: Nicky Inwood (NZL) |
| 1. August 2014 15:00 MESZ | Versuche: Magali Harvey (3) 18. erh., 24. erh., 35. erh. Mandy Marchak (1) 51. erh. Erhöhungen: Magali Harvey (4/4) Straftritte: Magali Harvey (1/2) 31. | (24:0) Bericht | Versuche: Rocío García (1) 78. erh. | Centre national du Rugby, Marcoussis Schiedsrichter: Nicky Inwood (NZL) |

| 1. August 2014 18:00 MESZ | England | 65 : 3         | Samoa                             | Centre national du Rugby, Marcoussis Schiedsrichter: Amy Perrett (AUS) |
| 1. August 2014 18:00 MESZ | Versuche: Katherine Merchant (2) 18. n.erh., 21. erh. Lydia Thompson (2) 30. erh., 37. erh. Natasha Hunt (2) 39. n.erh., 57. erh. Kay Wilson (2) 60. erh., 78. n.erh. La Toya Mason (1) 65. n.erh. Emily Scarratt (1) 68. erh. Erhöhungen: Emily Scarratt (6/10) Straftritte: Emily Scarratt (1/1) 12. | (34:0) Bericht | Straftritte: Bella Milo (1/2) 74. | Centre national du Rugby, Marcoussis Schiedsrichter: Amy Perrett (AUS) |

| 5. August 2014 15:45 MESZ | England | 45 : 5         | Spanien                               | Centre national du Rugby, Marcoussis Schiedsrichter: Jess Beard (NZL) |
| 5. August 2014 15:45 MESZ | Versuche: Kay Wilson (1) 17. erh. Danielle Waterman (1) 38. erh. Laura Keates (1) 45. erh. Claire Allan (1) 50. erh. Marlie Packer (2) 55. erh., 79. erh. Erhöhungen: Emily Scarratt (6/6) Straftritte: Emily Scarratt (1/1) 30. | (17:5) Bericht | Versuche: Marina Bravo (1) 28. n.erh. | Centre national du Rugby, Marcoussis Schiedsrichter: Jess Beard (NZL) |

| 5. August 2014 17:00 MESZ | Kanada | 42 : 7         | Samoa                                                            | Centre national du Rugby, Marcoussis Schiedsrichter: Helen O’Reilly (IRL) |
| 5. August 2014 17:00 MESZ | Versuche: Mandy Marchak (1) 12. erh. Brittany Waters (2) 22. erh., 66. erh. Elissa Alaire (1) 28. erh. Stephanie Bernier (1) 42. erh. Andrea Burk (1) 80.+1 erh. Erhöhungen: Magali Harvey (5/5) Andrea Burk (1/1) | (21:0) Bericht | Versuche: Ginia Muavae (1) 54. erh. Erhöhungen: Bella Milo (1/1) | Centre national du Rugby, Marcoussis Schiedsrichter: Helen O’Reilly (IRL) |

| 9. August 2014 15:00 WEST | Spanien | 41 : 5         | Samoa                                   | Centre national du Rugby, Marcoussis Schiedsrichter: Claire Hodnett (ENG) |
| 9. August 2014 15:00 WEST | Versuche: Berta García (1) 5. n.erh. Strafversuch 24. erh. Angela Del Pan (1) 32. erh. Barbara Pla (1) 39. n.erh. Ana María Aigneren (2) 50. erh., 74. erh. Erhöhungen: Patricia García (4/6) Straftritte: Patricia García (1/2) 57. | (24:5) Bericht | Versuche: Brenda Collins (1) 17. n.erh. | Centre national du Rugby, Marcoussis Schiedsrichter: Claire Hodnett (ENG) |

| 9. August 2014 15:45 MESZ | England | 13 : 13       | Kanada                                                                                               | Centre national du Rugby, Marcoussis Schiedsrichter: Amy Perrett (AUS) |
| 9. August 2014 15:45 MESZ | Versuche: Sarah Hunter (1) 56. erh. Erhöhungen: Emily Scarratt (1/1) Straftritte: Emily Scarratt (2/2) 8., 40. | (6:5) Bericht | Versuche: Karen Paquin (1) 14. n.erh. Kayla Mack (1) 44. n.erh. Straftritte: Magali Harvey (1/2) 73. | Centre national du Rugby, Marcoussis Schiedsrichter: Amy Perrett (AUS) |

### Gruppe B
|    | Land               | Spiele | Siege | Unent. | Ndlg. | Spiel- punkte | Diff. | Bonus- punkte | Punkte |
| -- | ------------------ | ------ | ----- | ------ | ----- | ------------- | ----- | ------------- | ------ |
| 1. | Irland             | 3      | 3     | 0      | 0     | 080:036       | + 44  | 1             | 13     |
| 2. | Neuseeland         | 3      | 2     | 0      | 1     | 127:025       | + 102 | 3             | 11     |
| 3. | Vereinigte Staaten | 3      | 1     | 0      | 2     | 067:064       | + 3   | 2             | 6      |
| 4. | Kasachstan         | 3      | 0     | 0      | 3     | 017:166       | − 149 | 0             | 0      |

| 1. August 2014 13:00 MESZ | Neuseeland | 79 : 5         | Kasachstan                                | Centre national du Rugby, Marcoussis Schiedsrichter: Claire Hodnett (ENG) |
| 1. August 2014 13:00 MESZ | Versuche: Huriana Manuel (2) 2. erh., 32. erh. Fiao’o Fa’amausili (2) 14. n.erh., 54. n.erh. Eloise Blackwell (1) 23. erh. Selica Winiata (2) 28. erh., 45. n.erh. Kelly Brazier (2) 40.+1 n.erh., 49. erh. Shakira Baker (1) 58. n.erh. Aroha Savage (1) 65. erh. Aleisha Nelson (1) 76. erh. Halie Tiplady-Hurring (1) 80. erh. Erhöhungen: Kelly Brazier (5/10) Victoria Subritzky-Nafatali (2/3) | (38:0) Bericht | Versuche: Oksana Schardina (1) 62. n.erh. | Centre national du Rugby, Marcoussis Schiedsrichter: Claire Hodnett (ENG) |

| 1. August 2014 17:00 MESZ | Vereinigte Staaten | 17 : 23         | Irland | Centre national du Rugby, Marcoussis Schiedsrichter: Sherry Trumbull (CAN) |
| 1. August 2014 17:00 MESZ | Versuche: Lynelle Kugler (1) 6. erh. Carmen Farmer (1) 42. erh. Erhöhungen: Kimber Rozier (2/2) Straftritte: Kimber Rozier (1/1) 35. | (10:18) Bericht | Versuche: Ailis Egan (1) 31. erh. Niamh Briggs (1) 40. erh. Erhöhungen: Niamh Briggs (2/2) Straftritte: Niamh Briggs (3/4) 3., 10., 60. | Centre national du Rugby, Marcoussis Schiedsrichter: Sherry Trumbull (CAN) |

| 5. August 2014 13:00 MESZ | Vereinigte Staaten | 47 : 7         | Kasachstan                                                                   | Centre national du Rugby, Marcoussis Schiedsrichter: Alhambra Nievas (ESP) |
| 5. August 2014 13:00 MESZ | Versuche: Nathalie Marchino (1) 20. n.erh. Vanesha McGee (1) 29. erh. Kittery Wagner (1) 36. n.erh. Hanna Stolba (1) 43. erh. Emilie Bydwell (1) 47. erh. Sylvia Braaten (2) 55. n.erh., 63. n.erh. Meya Bizer (1) 74. n.erh. Erhöhungen: Hannah Stolba (2/8) 43., 47. Straftritte: Hannah Stolba (1/1) 70. | (15:7) Bericht | Versuche: Anna Jakowlewa (1) 12. erh. Erhöhungen: Aigerym Daurembajewa (1/1) | Centre national du Rugby, Marcoussis Schiedsrichter: Alhambra Nievas (ESP) |

| 5. August 2014 18:00 MESZ | Neuseeland                                                                             | 14 : 17       | Irland | Centre national du Rugby, Marcoussis Schiedsrichter: Leah Berard (USA) |
| 5. August 2014 18:00 MESZ | Versuche: Selica Winiata (1) 26. n.erh. Straftritte: Kelly Brazier (3/3) 22., 47., 65. | (8:7) Bericht | Versuche: Heather O’Brien (1) 34. erh. Alison Miller (1) 60. erh. Erhöhungen: Niamh Briggs (2/2) Straftritte: Niamh Briggs (1/2) 70. | Centre national du Rugby, Marcoussis Schiedsrichter: Leah Berard (USA) |

| 9. August 2014 13:00 MESZ | Irland | 40 : 5         | Kasachstan                                 | Centre national du Rugby, Marcoussis Schiedsrichter: Nicky Inwood (NZL) |
| 9. August 2014 13:00 MESZ | Versuche: Sharon Lynch (2) 6. erh., 70. erh. Tania Rosser (1) 36. erh. Strafversuch 64. erh. Siobhan Fleming (1) 66. n.erh. Vikki McGinn (1) 80.+3 erh. Erhöhungen: Jackie Shiels (5/6) | (14:5) Bericht | Versuche: Swetlana Karatygina (1) 22. erh. | Centre national du Rugby, Marcoussis Schiedsrichter: Nicky Inwood (NZL) |

| 9. August 2014 18:00 MESZ | Neuseeland | 34 : 3         | Vereinigte Staaten                   | Centre national du Rugby, Marcoussis Schiedsrichter: Sherry Turnbull (Kanada) |
| 9. August 2014 18:00 MESZ | Versuche: Kelly Brazier (1) 10. erh. Claire Richardson (1) 12. n.erh. Huriana Manuel (1) 60. n.erh. Kendra Cocksedge (1) 64. erh. Renee Wickliffe (1) 68. n.erh. Justine Lavea (1) 80. n.erh. Erhöhungen: Kelly Brazier (2/6) | (12:0) Bericht | Straftritte: Kimber Rozier (1/1) 52. | Centre national du Rugby, Marcoussis Schiedsrichter: Sherry Turnbull (Kanada) |

### Gruppe C
|    | Land       | Spiele | Siege | Unent. | Ndlg. | Spiel- punkte | Diff. | Bonus- punkte | Punkte |
| -- | ---------- | ------ | ----- | ------ | ----- | ------------- | ----- | ------------- | ------ |
| 1. | Frankreich | 3      | 3     | 0      | 0     | 98:006        | + 92  | 2             | 14     |
| 2. | Australien | 3      | 2     | 0      | 1     | 54:023        | + 31  | 2             | 6      |
| 3. | Wales      | 3      | 1     | 0      | 2     | 38:054        | − 16  | 1             | 5      |
| 4. | Südafrika  | 3      | 0     | 0      | 3     | 09:116        | − 107 | 0             | 0      |

| 1. August 2014 15:45 MESZ | Australien | 26 : 3         | Südafrika                           | Centre national du Rugby, Marcoussis Schiedsrichter: Leah Berard (USA) |
| 1. August 2014 15:45 MESZ | Versuche: Sharni Williams (1) erh. Ashleigh Hewson (1) 22. n.erh. Tricia Brown (1) 75. n.erh. Erhöhungen: Ashleigh Hewson (1/3) Straftritte: Ashleigh Hewson (3/4) 13., 15., 35. | (21:3) Bericht | Straftritte: Tayla Kinsey (1/1) 32. | Centre national du Rugby, Marcoussis Schiedsrichter: Leah Berard (USA) |

| 1. August 2014 20:45 MESZ | Frankreich | 26 : 0         | Wales | Centre national du Rugby, Marcoussis Schiedsrichter: Helen O’Reilly (IRL) |
| 1. August 2014 20:45 MESZ | Versuche: Marion Lièvre (2) 25. erh., 38. erh. Shannon Izar (1) 34. n.erh. Élodie Poublan (1) 78. erh. Erhöhungen: Sandrine Agricole (2/3) Christelle Le Duff (1/1) | (19:0) Bericht |       | Centre national du Rugby, Marcoussis Schiedsrichter: Helen O’Reilly (IRL) |

| 5. August 2014 15:00 MESZ | Australien | 25 : 3         | Wales                                | Centre national du Rugby, Marcoussis Schiedsrichter: Sherry Trumbull (CAN) |
| 5. August 2014 15:00 MESZ | Versuche: Sharni Williams (1) 13. erh. Tricia Brown (2) 22. erh., 49. n.erh. Erhöhungen: Ashleigh Hewson (2/3) Straftritte: Ashleigh Hewson (2/2) 3., 74. | (17:0) Bericht | Straftritte: Robyn Wilkins (1/2) 57. | Centre national du Rugby, Marcoussis Schiedsrichter: Sherry Trumbull (CAN) |

| 5. August 2014 20:45 MESZ | Frankreich | 55 : 3         | Südafrika                              | Centre national du Rugby, Marcoussis Schiedsrichter: Amy Perrett (AUS) |
| 5. August 2014 20:45 MESZ | Versuche: Safi N'Diaye (2) 13. n.erh., 50. n.erh. Strafversuch 23. erh. Élodie Poublan (2) 26. n.erh., 72. erh. Assa Koita (1) 33. erh. Christelle Le Duff (2) 36. erh., 59. n.erh. Camille Grassineau (1) 80.+1 erh. Erhöhungen: Christelle Le Duff (3/6) 23., 33., 36. Sandrine Agricole (2/3) 72., 80.+1 | (31:3) Bericht | Straftritte: Zenay Jordaan (1/1) 40.+2 | Centre national du Rugby, Marcoussis Schiedsrichter: Amy Perrett (AUS) |

| 9. August 2014 17:00 MESZ | Wales | 35 : 3         | Südafrika                           | Centre national du Rugby, Marcoussis Schiedsrichter: Jessica Beard (NZL) |
| 9. August 2014 17:00 MESZ | Versuche: Sioned Harries (1) 36. erh. Jenny Davies (1) 56. erh. Sioned Harries (2) 72. erh., 80.+1 n.erh. Erhöhungen: Robyn Wilkins (3/4) Straftritte: Robyn Wilkins (2/2) 3., 23. Dropgoals: Elinor Snowsill (1/1) 28. | (16:3) Bericht | Straftritte: Zenay Jordaan (1/1) 7. | Centre national du Rugby, Marcoussis Schiedsrichter: Jessica Beard (NZL) |

| 9. August 2014 20:45 MESZ | Australien                             | 3 : 17         | Frankreich | Centre national du Rugby, Marcoussis Schiedsrichter: Leah Berard (USA) |
| 9. August 2014 20:45 MESZ | Straftritte: Ashleigh Hewson (1/1) 13. | (3:10) Bericht | Versuche: Strafversuch 35. erh. Gaëlle Mignot (1) 49. erh. Erhöhungen: Sandrine Agricole (2/2) Straftritte: Sandrine Agricole (1/2) 5. | Centre national du Rugby, Marcoussis Schiedsrichter: Leah Berard (USA) |

## Platzierungsspiele

### Um Platz 5 bis 8
| 13. August 2014 18:30 MESZ | Australien | 20 : 23        | Vereinigte Staaten | Centre national du Rugby, Marcoussis Schiedsrichter: Jessica Beard (NZL) |
| 13. August 2014 18:30 MESZ | Versuche: Shannon Parry (2) 2. erh., 50.erh. Cobie-Jane Morgan (1) 22. n.erh. Erhöhungen: Ashleigh Hewson (1/3) Straftritte: Ashleigh Hewson (1/2) 64. | (12:3) Bericht | Versuche: Jillion Potter (1) 43. n.erh. Carmen Farmer (1) 61. n.erh. Vanesha McGee (1) 68. erh. Erhöhungen: Kimber Rozier (1/1) Straftritte: Sadie Anderson (1/1) 8. Kimber Rozier (1/1) 79. | Centre national du Rugby, Marcoussis Schiedsrichter: Jessica Beard (NZL) |

| 13. August 2014 15:45 MESZ | Neuseeland | 63 : 7         | Wales                                                                 | Stade Jean-Bouin, Paris Schiedsrichter: Claire Hodnett (ENG) |
| 13. August 2014 15:45 MESZ | Versuche: Shakira Baker (4) 6. erh., 18. n.erh., 26. n.erh., 73. erh. Selica Winiata (2) 15. n.erh., 53.erh. Aroha Savage (1) 37. n.erh. Linda Itunu (1) 43. erh. Honey Hireme (1) 56. n.erh. Rawinia Everitt (1) 66. n.erh. Amiria Rule (1) 80.+1 n.erh. Erhöhungen: Kendra Cocksedge (3/9) Kelly Brazier (1/2) | (27:7) Bericht | Versuche: Sioned Harries (1) 24. erh. Erhöhungen: Robyn Wilkins (1/1) | Stade Jean-Bouin, Paris Schiedsrichter: Claire Hodnett (ENG) |

### Um Platz 9 bis 12
| 13. August 2014 14:00 MESZ | Südafrika | 25 : 24         | Samoa | Centre national du Rugby, Marcoussis Schiedsrichter: Alhambra Nievas (ESP) |
| 13. August 2014 14:00 MESZ | Versuche: Zandile Nojoko (1) 1. erh. Rachelle Geldenhuys (1) 31. erh. Veroeshka Grain (1) 60. n.erh. Erhöhungen: Zenay Jordaan (2/3) Straftritte: Zenay Jordaan (2/2) 15., 20. | (20:21) Bericht | Versuche: Bella Milo (2) 4. erh., 34. erh. Merenaite Faitala-Mariner (1) 16. erh. Erhöhungen: Bella Milo (3/3) Straftritte: Bella Milo (1/2) 47. | Centre national du Rugby, Marcoussis Schiedsrichter: Alhambra Nievas (ESP) |

| 13. August 2014 16:15 MESZ | Spanien | 18 : 5        | Kasachstan | Centre national du Rugby, Marcoussis Schiedsrichter: Sherry Turnbull (CAN) |
| 13. August 2014 16:15 MESZ | Versuche: Lourdes Alameda (1) 53. n.erh. Rocío García (1) 79. erh. Erhöhungen: Patricia García (1/2) Straftritte: Patricia García (2/3) 37., 70. | (3:5) Bericht |            | Centre national du Rugby, Marcoussis Schiedsrichter: Sherry Turnbull (CAN) |

## Finalrunde

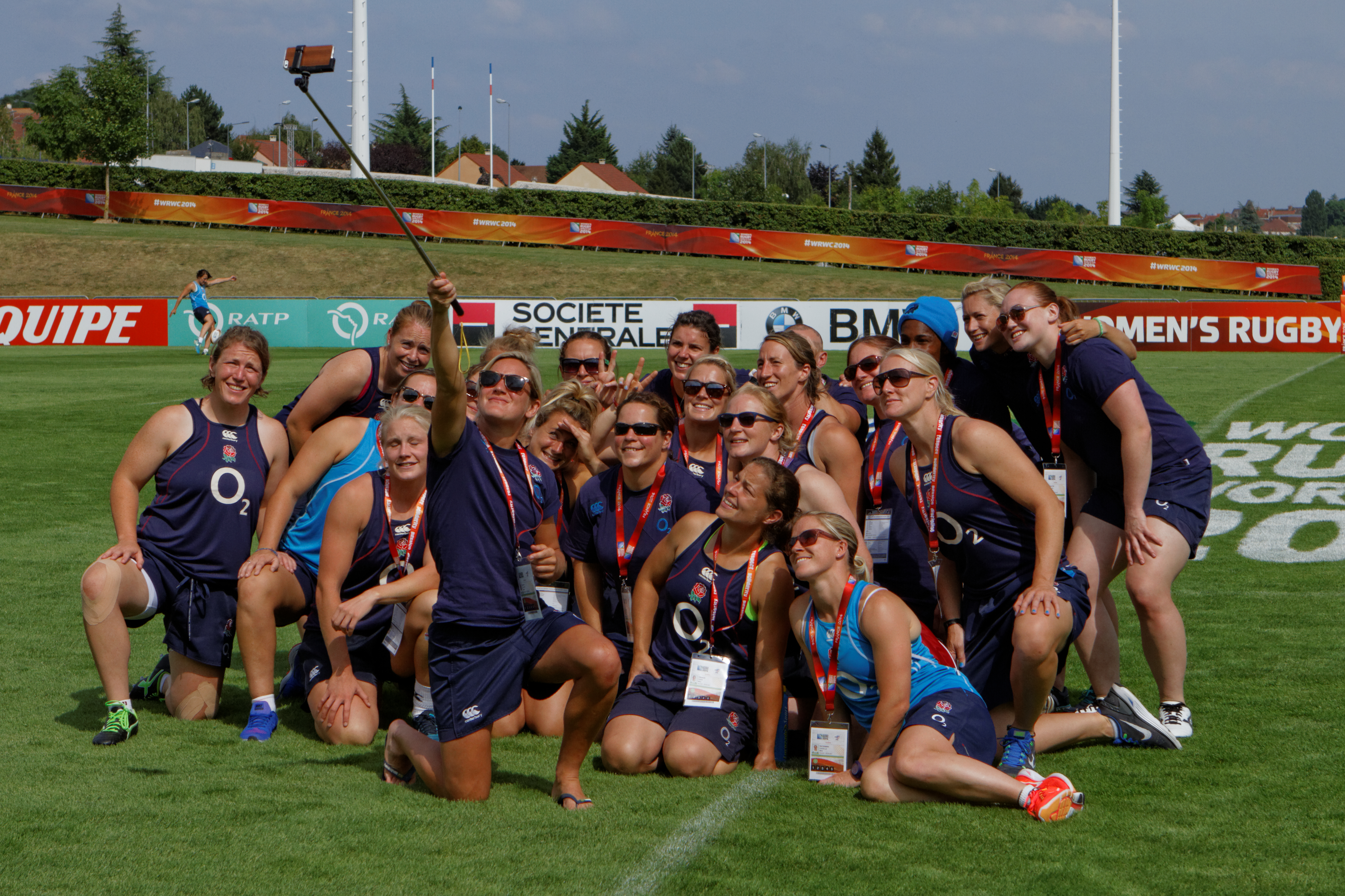
Gruppenbild der englischen Nationalmannschaft während einer Trainingseinheit vor dem Turnier

|  | Halbfinale             | Halbfinale             |                        |    | Finale                 | Finale                 |
|  |                        |                        |                        |    |                        |                        |
|  | Irland                 | 7                      |                        |    |                        |                        |
|  | England                | 40                     |                        |    |                        |                        |
|  | 13. August 2014, Paris |                        |                        |    |                        |                        |
|  |                        |                        | 17. August 2014, Paris |    |                        |                        |
|  | England                | 21                     |                        |    |                        |                        |
|  |                        | Kanada                 | 9                      |    |                        |                        |
|  |                        |                        |                        |    |                        |                        |
|  | Spiel um Platz drei    |                        |                        |    |                        |                        |
|  | 13. August 2014, Paris | 13. August 2014, Paris | Irland                 | 18 |                        |                        |
|  | Frankreich             | 16                     | Frankreich             | 25 |                        |                        |
|  | Kanada                 | 18                     |                        |    | 17. August 2014, Paris | 17. August 2014, Paris |

### Halbfinale
| 13. August 2014 18:00 MESZ | Irland                                                               | 7 : 40         | England | Stade Jean-Bouin, Paris Schiedsrichter: Amy Perrett (AUS) |
| 13. August 2014 18:00 MESZ | Versuche: Gillian Bourke (1) 16. erh. Erhöhungen: Niamh Briggs (1/1) | (7:18) Bericht | Versuche: Rochelle Clark (1) 25. n.erh. Katherine Merchant (1) 36. erh. Kay Wilson (1) 57. n.erh. Marlie Packer (2) 70. erh., 74. erh. Erhöhungen: Emily Scarratt (1/3) Ceri Large (2/2) Straftritte: Emily Scarratt (3/3) 33., 40.+2, 47. | Stade Jean-Bouin, Paris Schiedsrichter: Amy Perrett (AUS) |

| 13. August 2014 20:45 MESZ | Frankreich                                                                                                   | 16 : 18       | Kanada | Stade Jean-Bouin, Paris Schiedsrichter: Helen O’Reilly (IRL) |
| 13. August 2014 20:45 MESZ | Versuche: Safi N’Diaye (1) 65. n.erh. Assa Koita (1) 76. n.erh. Straftritte: Sandrine Agricole (2/2) 6., 34. | (6:6) Bericht | Versuche: Elissa Alarie (1) 42. n.erh. Magali Harvey (1) 46. erh. Erhöhungen: Magali Harvey (1/2) Straftritte: Magali Harvey (2/2) 29., 40.+3 | Stade Jean-Bouin, Paris Schiedsrichter: Helen O’Reilly (IRL) |

### Spiel um Platz 11
| 17. August 2014 12:00 MESZ | Samoa | 31 : 0         | Kasachstan | Centre national du Rugby, Marcoussis Schiedsrichter: Marlize Jordaan (ZAF) |
| 17. August 2014 12:00 MESZ | Versuche: Taliilagi Mefi (2) 9. erh., 22. erh. Tile Start (1) 44. erh. Helen Collins (1) 52. n.erh. Bella Milo (1) 56. n.erh. Erhöhungen: Bella Milo (3/5) | (14:0) Bericht |            | Centre national du Rugby, Marcoussis Schiedsrichter: Marlize Jordaan (ZAF) |

### Spiel um Platz 9
| 17. August 2014 14:00 MESZ | Südafrika | 0 : 36         | Spanien | Centre national du Rugby, Marcoussis Schiedsrichter: Jessica Beard (NZL) |
| 17. August 2014 14:00 MESZ |           | (0:17) Bericht | Versuche: Patricia García (2) 19. erh., 78. erh. Barbara Pla (1) 33. erh. Strafversuch 65. erh. Eli Martínez (1) 80. erh. Erhöhungen: Patricia García (2/3) Helen Roca (1/2) Straftritte: Patricia García (1/1) 16. | Centre national du Rugby, Marcoussis Schiedsrichter: Jessica Beard (NZL) |

### Spiel um Platz 7
| 17. August 2014 16:00 MESZ | Australien | 30 : 3        | Wales                               | Centre national du Rugby, Marcoussis Schiedsrichter: Claire Hodnett (ENG) |
| 17. August 2014 16:00 MESZ | Versuche: Liz Patu (1) 17. n.erh. Dalena Dennison (1) 26. n.erh. Tricia Brown (1) 64. n.erh. Sharni Williams (1) 76. n.erh. Cobie-Jane Morgan (1) 80. erh. Erhöhungen: Ashleigh Hewson (1/5) Straftritte: Ashleigh Hewson (1/1) 60. | (8:3) Bericht | Erhöhungen: Robyn Wilkins (1/1) 30. | Centre national du Rugby, Marcoussis Schiedsrichter: Claire Hodnett (ENG) |

### Spiel um Platz 5
| 17. August 2014 14:15 MESZ | Vereinigte Staaten                     | 5 : 55         | Neuseeland | Stade Jean-Bouin, Paris Schiedsrichter: Helen O’Reilly (IRL) |
| 17. August 2014 14:15 MESZ | Versuche: Kimber Rozier (1) 49. n.erh. | (0:31) Bericht | Versuche: Aroha Savage (1) 15. n.erh. Rawinia Everitt (1) 24. n.erh. Shakira Baker (1) 31. erh. Selica Winiata (1) 34. erh. Honey Hireme (4) 37. erh., 43. n.erh., 59. erh., 77. n.erh. Aleisha Nelson (1) 70. erh. Erhöhungen: Kelly Brazier (5/9) | Stade Jean-Bouin, Paris Schiedsrichter: Helen O’Reilly (IRL) |

### Spiel um Platz 3
| 17. August 2014 16:30 MESZ | Irland | 18 : 25         | Frankreich | Stade Jean-Bouin, Paris Schiedsrichter: Sherry Turnbull (CAN) |
| 17. August 2014 16:30 MESZ | Versuche: Niamh Briggs (1) 6. erh. Grace Davitt (1) 40. n.erh. Erhöhungen: Niamh Briggs (1/2) Straftritte: Niamh Briggs (2/3) 27., 61. | (15:12) Bericht | Versuche: Gaëlle Mignot (1) 13. erh. Jessy Tremouliere (1) 31. n.erh. Élodie Guiglion (2) 47. erh., 80.+1 erh. Erhöhungen: Sandrine Agricole (1/1) Straftritte: Jessy Tremoulière (1/1) 66. | Stade Jean-Bouin, Paris Schiedsrichter: Sherry Turnbull (CAN) |

### Finale
| 17. August 2014 18:45 MESZ | England | 21 : 9         | Kanada                                         | Stade Jean-Bouin, Paris Schiedsrichter: Amy Perrett (AUS) |
| 17. August 2014 18:45 MESZ | Versuche: Danielle Waterman (1) 33. n.erh. Emily Scarratt (1) 74. erh. Erhöhungen: Emily Scarratt (1/2) Straftritte: Emily Scarratt (3/3) 11., 25., 60. | (11:3) Bericht | Straftritte: Magali Harvey (3/3) 40., 45., 58. | Stade Jean-Bouin, Paris Schiedsrichter: Amy Perrett (AUS) |

England
(Zweiter Titel)

## Statistiken

### Mannschaften
Die Tabelle führt die zwölf teilnehmenden Mannschaften nach ihrem Abschneiden bei der Frauen-Rugby-Union-Weltmeisterschaft 2014 auf.

Ergebnis der Frauen-Rugby-Union-Weltmeisterschaft 2014:

| Nr. | Mannschaft         |
| --- | ------------------ |
|     | England            |
|     | Kanada             |
|     | Frankreich         |
| 4   | Irland             |
| 5   | Neuseeland         |
| 6   | Vereinigte Staaten |
| 7   | Australien         |
| 8   | Wales              |
| 9   | Spanien            |
| 10  | Südafrika          |
| 11  | Samoa              |
| 12  | Kasachstan         |

### Punkte und Versuche
|    | Name            | Punkte |
| -- | --------------- | ------ |
| 1. | Emily Scarratt  | 70     |
| 2. | Magali Harvey   | 61     |
| 3. | Kelly Brazier   | 50     |
| 4. | Niamh Briggs    | 40     |
| 5. | Ashleigh Hewson | 39     |

|    | Name               | Versuche |
| -- | ------------------ | -------- |
| 1. | Selica Winiata     | 6        |
| 1. | Shakira Baker      | 6        |
| 3. | Honey Hireme       | 5        |
| 4. | Marlie Packer      | 4        |
| 4. | Kay Wilson         | 4        |
| 4. | Magali Harvey      | 4        |
| 4. | Sioned Harries     | 4        |
| 4. | Tricia Brown       | 4        |
| 9. | Kelly Brazier      | 3        |
| 9. | Huriana Manuel     | 3        |
| 9. | Katherine Merchant | 3        |
| 9. | Safi N’Diaye       | 3        |
| 9. | Aroha Savage       | 3        |